# Campo de Peñafiel
El Campo de Peñafiel es una comarca de la provincia de Valladolid que engloba a un conjunto de localidades del entorno de Peñafiel. 

## Municipios
| - Bahabón - Bocos de Duero - Campaspero - Canalejas de Peñafiel - Castrillo de Duero - Cogeces del Monte - Corrales de Duero - Curiel de Duero - Fompedraza - Langayo - Manzanillo - Pesquera de Duero - Olmos de Peñafiel - Peñafiel (incluyendo a Aldeayuso, Mélida y Padilla de Duero) | - Piñel de Abajo - Piñel de Arriba - Quintanilla de Arriba - Quintanilla de Onésimo - Rábano - Roturas - San Llorente - Torrescárcela - Torre de Peñafiel (incluyendo a Molpeceres) - Valbuena de Duero (incluyendo a San Bernardo) - Valdearcos de la Vega. |

- Consta de tres zonas bien diferenciadas:

1. Las vegas del: Pajares, Botijas, Duero y Duratón.
2. Los de Molpeceres, Roturas y Langayo y el Valle del Cuco.
3. Los Páramos de Campaspero, Castrillo y Olmos, San Llorente y Pesquera.

## Formación actual
1. La antigua Comunidad de Villa y Tierra de Peñafiel (salvo Quintanilla de Onésimo) que incluía a: Peñafiel, Aldeyuso, Canalejas, Castrillo de Duero, Fompedraza, Langayo, Manzanillo, Mélida, Molpeceres, Olmos, Padilla, las Quintanillas, de Suso y de Yuso, y Rábano al sur del Duero y Pesquera, única población situada al norte del Duero, más los despoblados de: Carpio (Rábano); Carrascal (Peñafiel); Pedrosilla, Oreja y San Mamés (Langayo); Quintana Y Pajares (Padilla)y Santa María de Parras (Castrillo).
2. La Comunidad de villa y tierra de Curiel formada por Curiel, Bocos, Corrales, Roturas, San Llorente y Valdearcos más el despoblado de Iglesia Rubia (la actual Jarrubia en S. Llorente). Actualmente estos ayuntamientos salvo Roturas se agrupan en el Valle del Cuco.
3. Bahabón, Torrescárcela, Campaspero y Cogeces del Monte, de la Comunidad de Villa y Tierra de Cuéllar.
4. Valbuena y S. Bernardo que pertenecían al dominio monástico de Sta María de Valbuena, más el despoblado de Mombiedro.

## Organización eclesiástica
Hasta el Concordato de 1952 la organización eclesiástica era: 

### Obispado de Segovia
Castrillo de Duero en el arciprestazgo de Fuentidueña, y Bahabón, Torrescárcela, Campaspero y Cogeces del Monte en el arciprestazgo de Cuéllar.

### Obispado de Palencia
Arciprestazgo de Peñafiel, todos las demás poblaciones.

## Pinceladas históricas

### La partida de 1793
El Alcalde Mayor de Peñafiel formó una partida para capturar a los bandoleros que asolaban la comarca. Piñel de Arriba contribuyó con 4 hombres, Canalejas y Castrillo con doce cada uno. En Valdearcos se capturó a Alonso de la Fuente sospechoso de la muerte del alcalde de Valdearcos. En Fuentecén fueron capturados los bandoleros: Tomás Martínez "El Morros", Roque Palomares "El Farruco" y Miguel Arranz "Miguelín". Al no caber en la cárcel de Peñafiel, varios bandoleros fueron encerrados en la cárcel de Padilla.

### Las desamortizaciones en el Campo de Peñafiel
- La Desamortización de Mendizábal (1836-1853).

Los bienes se expropiaron al clero secular y regular, y a las órdenes militares. En el Campo de Peñafiel se expropiaron 2.163 ha de las aproximadamente 67.000 catastradas en los municipios afectados, lo que supone poco más del 3% de la superficie catastrada. Las tierras desamortizadas se dedicaban: a laboreo 929 ha, de monte 112, de viñas 1.129 y 3 de huertos. Hay que señalar que las viñas estaban casi en su totalidad en Peñafiel (667 ha) y en Pesquera (450 ha). Se desamortizaron 103 lotes con 1.196 parcelas. 
Los compradores rurales adquirieron 424 ha, ( 293 los de su pueblo y 131 los de otros municipios). Los compradores urbanos se adjudicaron 1.602 ha (368 los residentes en Valladolid, 29 los de Madrid y 1.190 los de otras ciudades).
 Toribio Lecanda, que vive en Palencia y se traslada después a Valladolid, es el mayor comprador de fincas en la zona. Adquiere cuatro fincas grandes, entre ellas La Dehesa de los Canónigos, con un total de 1.190 ha por las que pagó 1.236.000 reales. Fue no solamente comprador de las fincas sino un agricultor innovador. Compró al Marqués de Valbuena en 1848 la finca de Vega Sicilia, que en el primer tercio del siglo XX aún se le llamaba "La Finca de Lecanda". Igualmente compró en El Campo de Peñafiel entre 1841 y 1847, cuatro bodegas por las que pagó 60.130 reales. Hay que resaltar que siempre compró por encima de los importes de tasación. Fue el promotor de la Asociación Agrícola para la Iniciativa Privada, poseía industria minera y era un importante accionista del ferrocarril Alar-Santander. En el 1861 arrienda en Valladolid un gran café, en el sitio más principal de la ciudad cerca del Círculo de Recreo y Casino, que tiene una superficie de 5.000 pies con treinta y una columnas de hierro y fachadas completas de cristaleria.
- La Desamortización de Madoz. (1855 a 1868).

A diferencia con la desamortización de Mendizábal que desamortizó los bienes de eclesiásticos, esta de Madoz que se titulaba Ley General de Desamortización Civil y Eclesiástica, consideró "manos muertas" también a los bienes a los bienes de propios de los municipios y a los de la Beneficencia e Instituciones de Enseñanza. Ninguno de los Ayuntamientos afectados elevó queja alguna contra esta decisión estatal. Se desamortizaron 2.787 parcelas en 499 lotes que totalizaron 7.788 ha, dedicadas: 6.735 a laboreo, 1.048 de monte y 7 de viñas.
El importe de riqueza imponible en miles de reales en 1852 se repartía así: clero secular 23, clero regular 4 y cofradías 1 o sea un total de 29 el conjunto de bienes eclesiásticos y 65 los Propios de los municipios, 5 de la Beneficencia y 7 de las Instituciones de Enseñanza lo que hace un total de 67 los bienes civiles, o sea la desamortización civil supuso más del doble que la eclesiástica.
- Montes Públicos que no se desamortizaron.

El catálogo de Montes Públicos exceptuados de la desamortización, con arreglo al R.D. 22 de 1862, y Ley de 24 de mayo de 1865, comprende en el Campo de Peñafiel los siguientes propiedad del pueblo donde están situados:
1. Castrillo de Duero: 1, El Orcajo.
2. Cogeces del Monte: 2, La Grama y Barco Ahogado y La Orillada y el Plantío.
3. Langayo: 1, Valtejeros y Caspedregoso.
4. Manzanillo: 1, Matorral y Charco Roldán
5. Olmos de Peñafiel: 1, La Frontera.
6. Pesquera de Duero: 1, Landerrera.
7. Piñel de Arriba: 1, Las Revillas.
8. Piñel de Abajo: 2, Las Laderas de Jaramiel y La Rebollada.
9. Quintanilla de Arriba: 1, La Encina y Rebollar.
10. Rábano: 1, Valdecarros.
11. Valbuena: 2, Enebral, y Valdeorias y Demerelo.
12. Curiel de Duero: 1, Cerracín
13. Roturas: 1, Castellares.

Además la Comunidad de Villa y Tierra de Peñafiel era propietaria de 3 montes, incluidos en los no desamortizados, con una superficie total de 7.725 ha: Monte Alto en Pesquera de matas de roble quejigo, y Los Carrascales y Vega de Santa Cecilia en Quintanilla de pino piñonero.

## Carreteras Provinciales
En diciembre de 1892 el estado de las carreteras provinciales en este Campo de Peñafiel era:
- Renedo a Pesquera, por Olivares y Valbuena, concluidos los 43 km
- Peñafiel a Encinas por Curiel y Corrales: 23 km de los cuales 5 concluidos, 3 en construcción y 15 sin estudiar.
- Peñafiel al confín de la provincia de Segovia, por Rábano construidos los 12 km

## El Campo de Peñafiel en la actualidad
En la actualidad el Campo de Peñafiel cuenta con alrededor de 10.000 habitantes. Se trata de una comarca de gran potencial y de importancia turística y agroalimentaria creciente, ligado en buena medida a la vitivinícola Denominación de Origen Ribera del Duero. En estos últimos años se están llevando a cabo grandes proyectos empresariales y de inversión, que redundarán en la creación de empleo, riqueza y calidad de vida en la zona. El cierre de la Azucarera de Peñafiel por la reforma de la OCM en el sector mercado del azúcar, se está compensando con el impulso de la Denominación de Origen Ribera Duero. Se va a hacer verdad aquella canción que se cantaba en los años sesenta del pasado siglo: "A todos los borrachos / nos van a tener envidia,/ las tierras de remolacha, / las van a poner de viñas". Pero, afortunadamente, el vino de La Ribera no es el vino de los borrachos sino el de los degustadores de vinos de calidad.

### Turismo
Como principales atractivos turísticos destacan, por una parte, el patrimonio natural que conforman los ríos Duero y Duratón a su paso por el Campo de Peñafiel (especialmente las riberas de Rábano, coto intensivo de pesca, y de Quintanilla de Arriba), así como los pequeños valles encajados entre páramos (especialmente el Valle del Cuco). Y por otra parte destaca el ingente patrimonio cultural de esta zona de gran trascendencia histórica: las villas de Peñafiel, Curiel, Pesquera y Castrillo de Duero, el Castillo de Peñafiel - Museo Provincial del Vino, los numerosos museos, iglesias y conventos de Peñafiel, la Zona Arqueológica de Pintia en Padilla de Duero, el Monasterio de Santa María de la Armedilla en Cogeces del Monte, el Monasterio de Santa María de Valbuena en San Bernardo (sede de la Fundación Las Edades del Hombre), las figuras históricas del Infante Don Juan Manuel, autor de El Conde Lucanor, y de Juan Martín Díaz "El Empecinado", las numerosas fiestas y celebraciones populares (Peñafiel, Langayo, Valbuena, Corrales, Canalejas...), y la gastronomía tradicional de la zona.

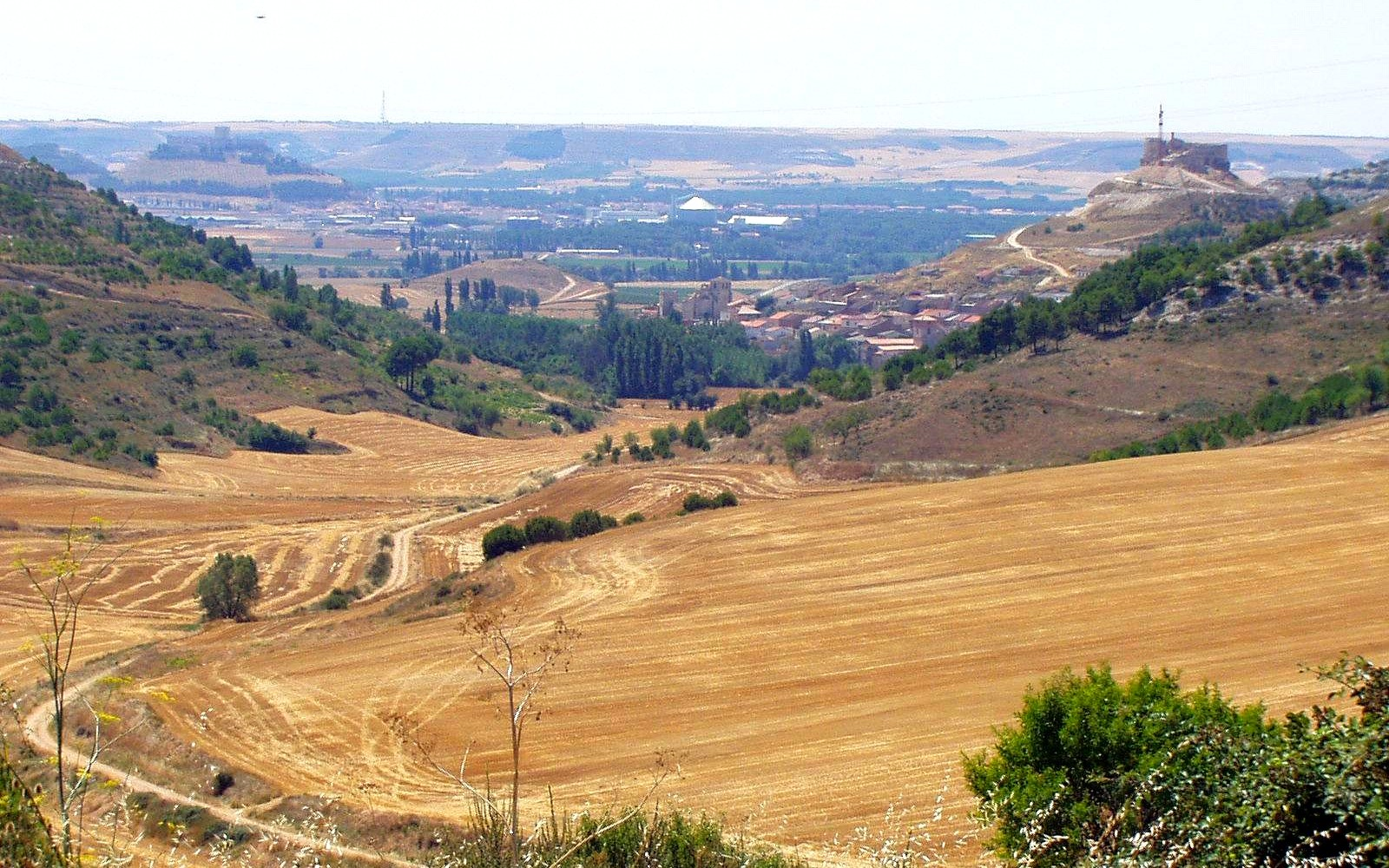
Valle de Arriba
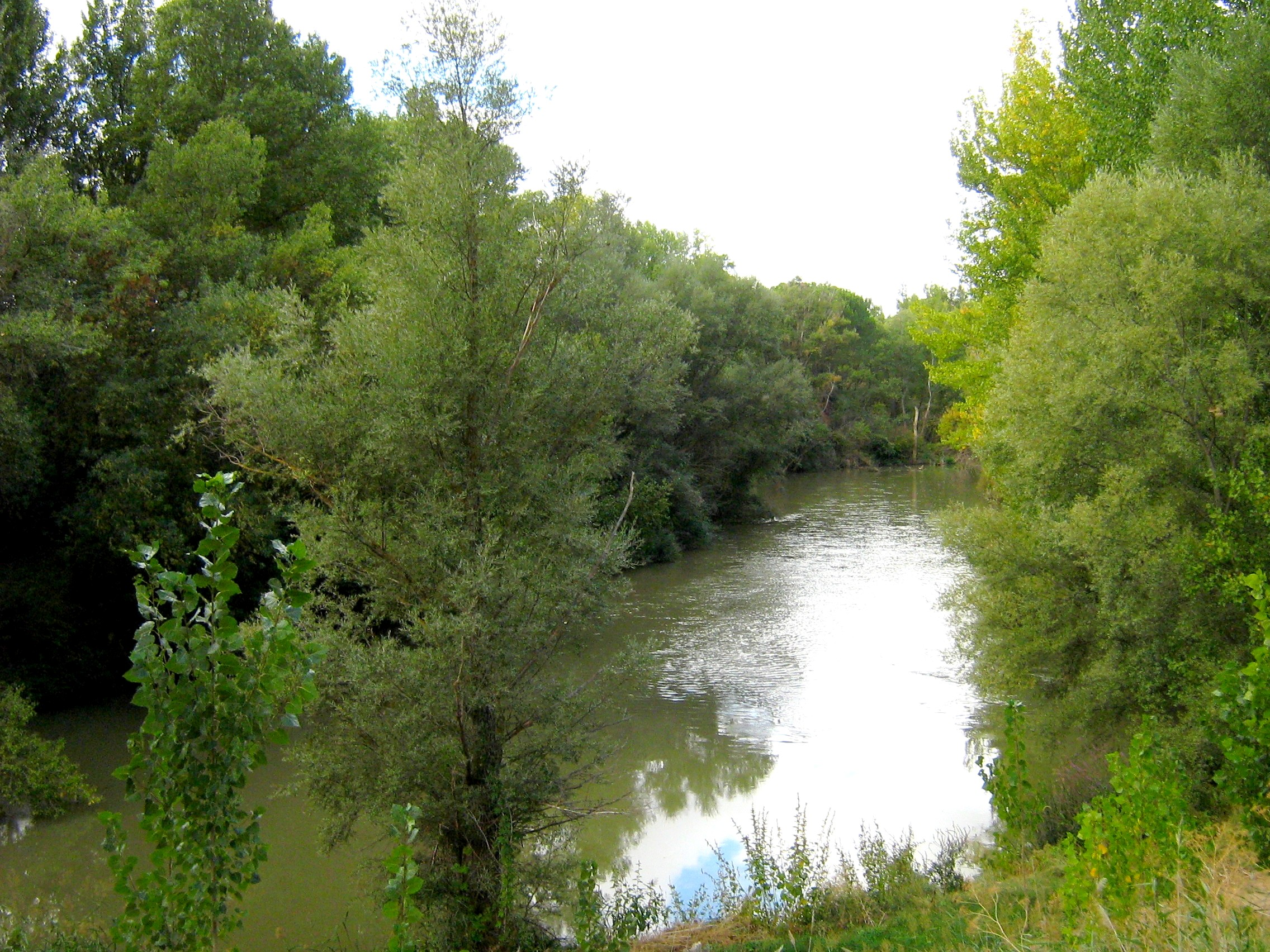
Río Duero en Bocos de Duero
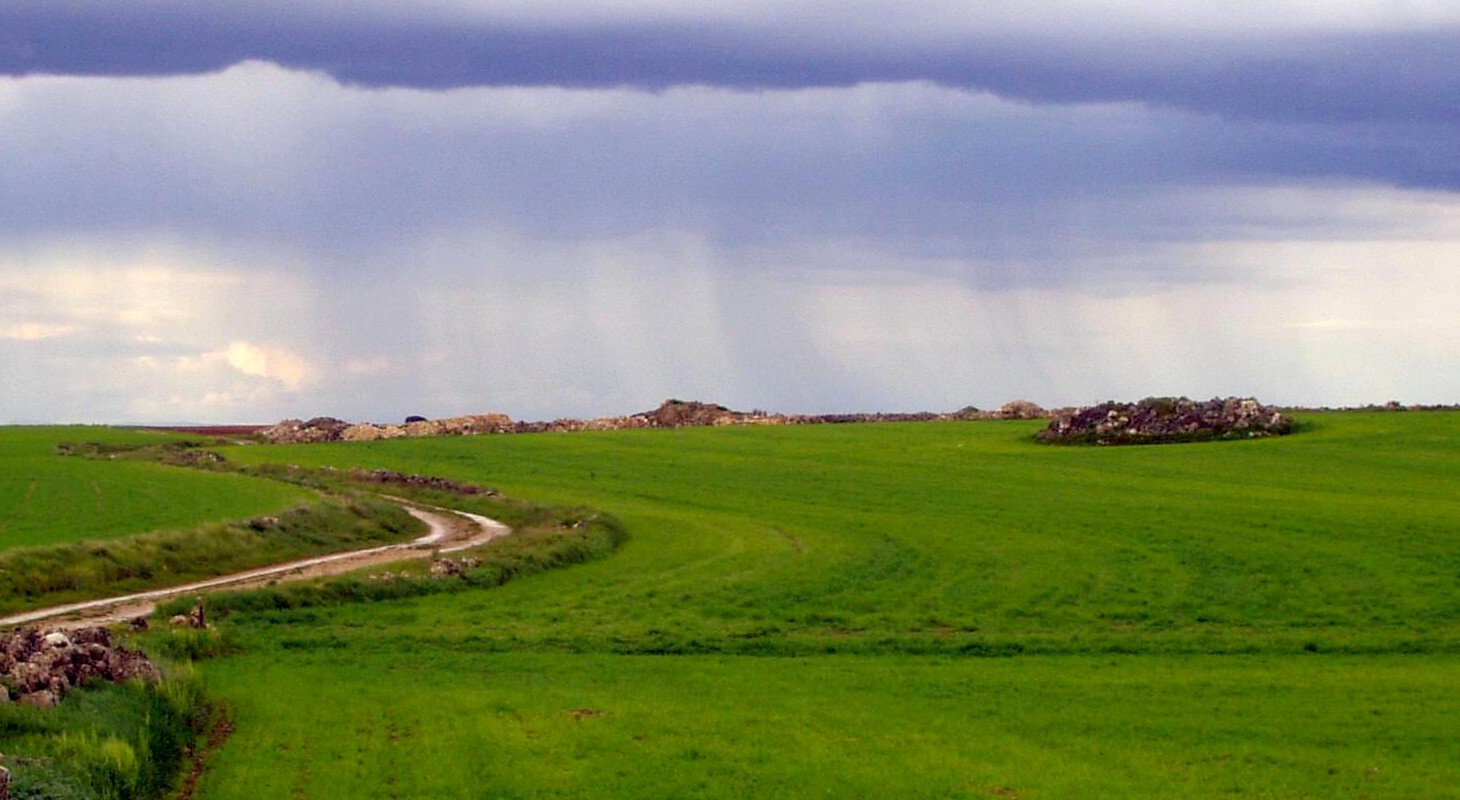
Valle del Cuco
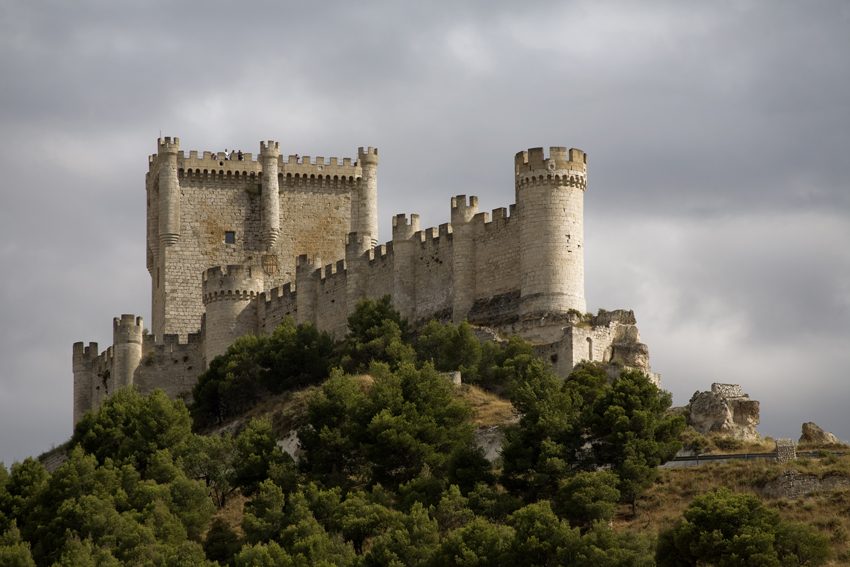
Castillo de Peñafiel
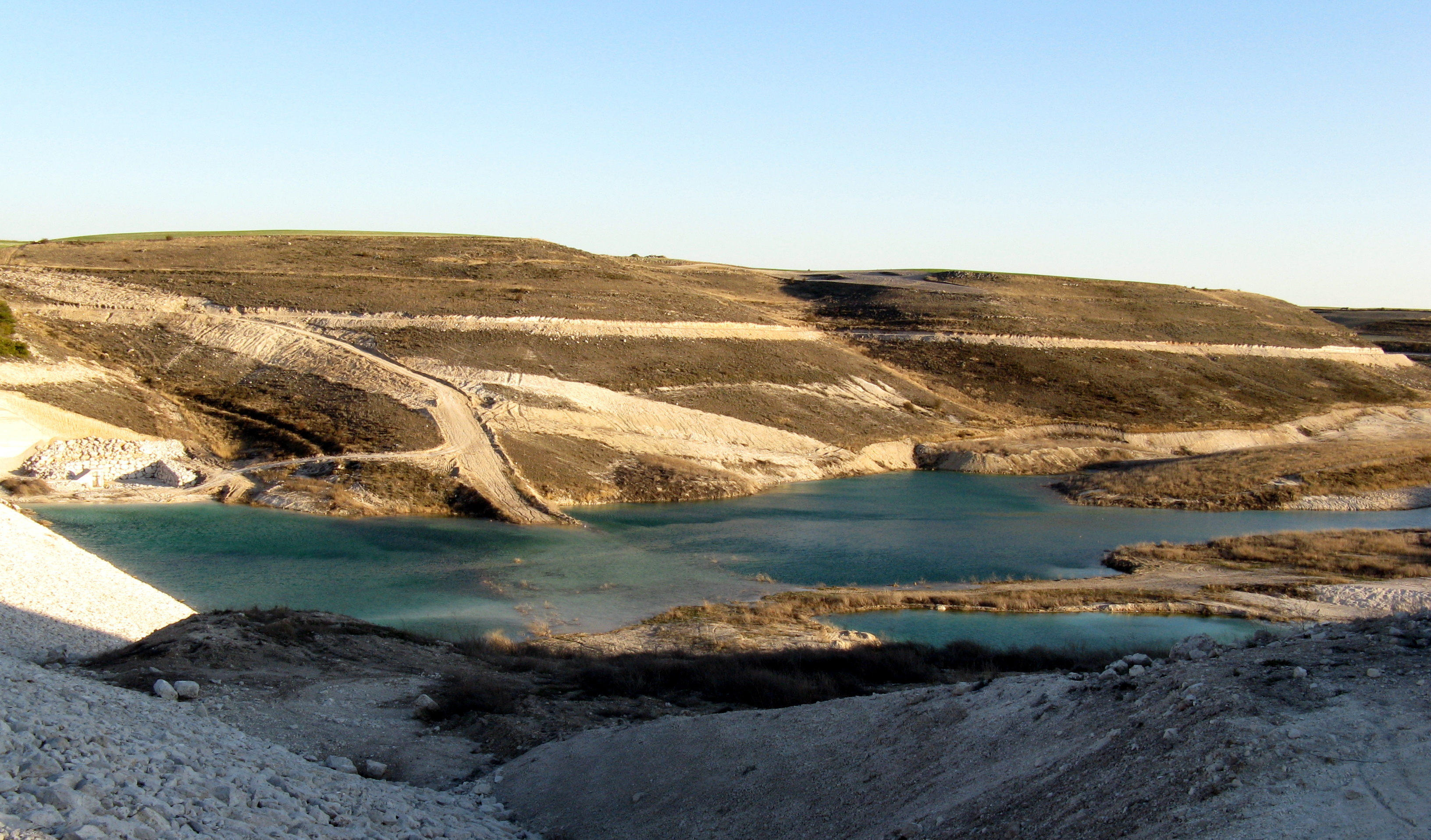
Embalse de Valdemudarra
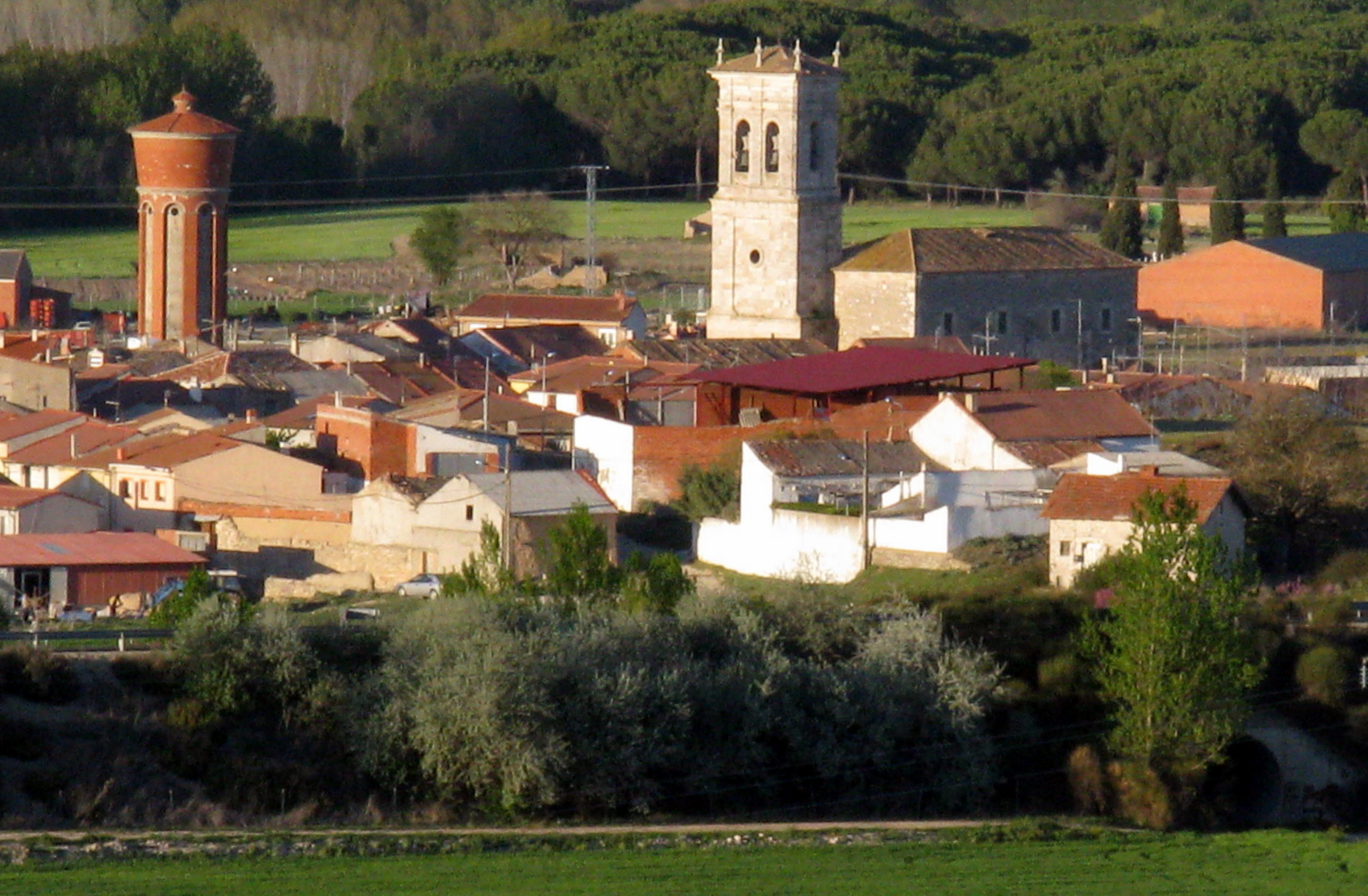
Quintanilla de Arriba
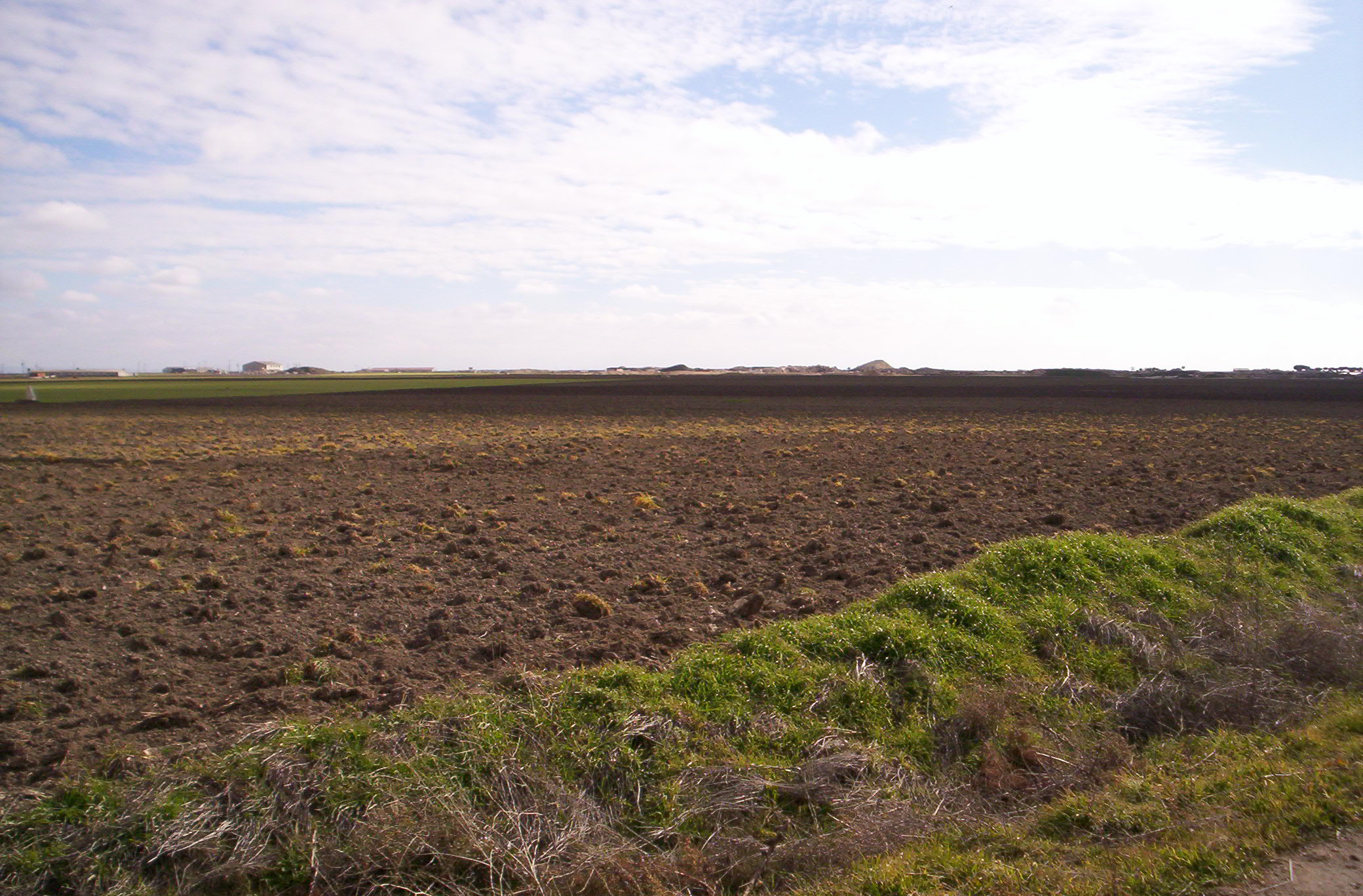
Campos en Caspampero
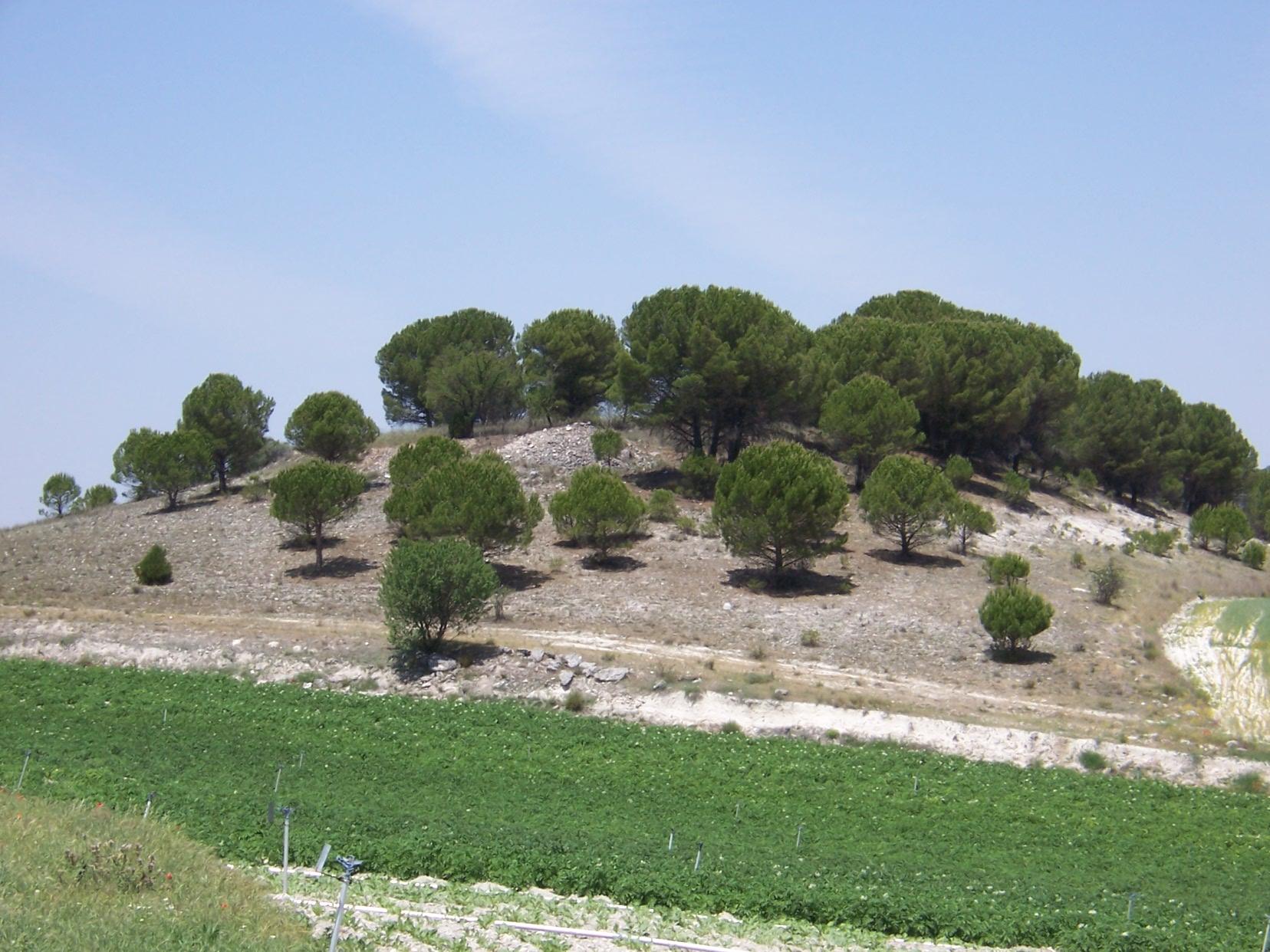
Monte en Cogeces del Monte
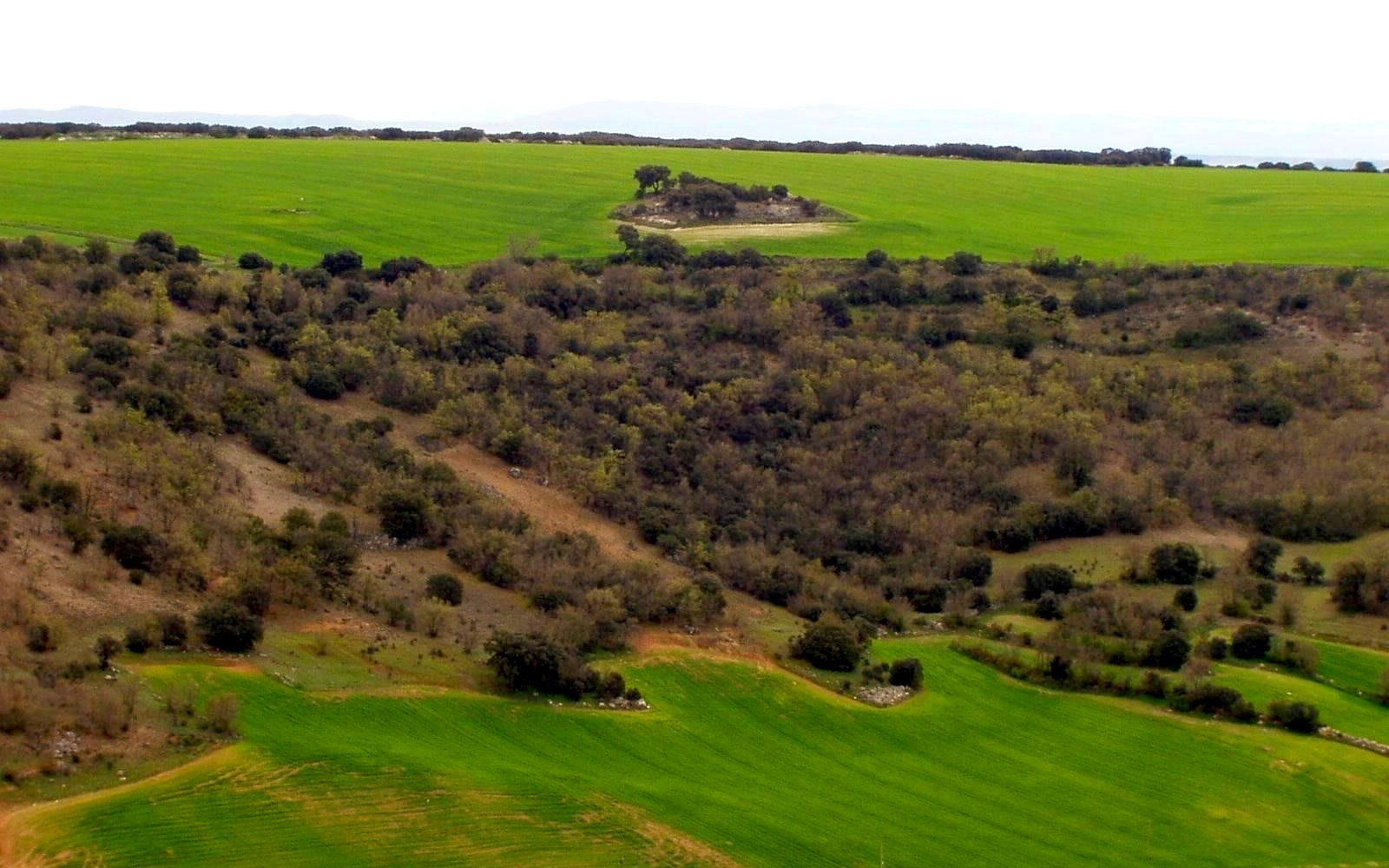
Corrales de Duero. Vista desde El Monte de San Llorente.
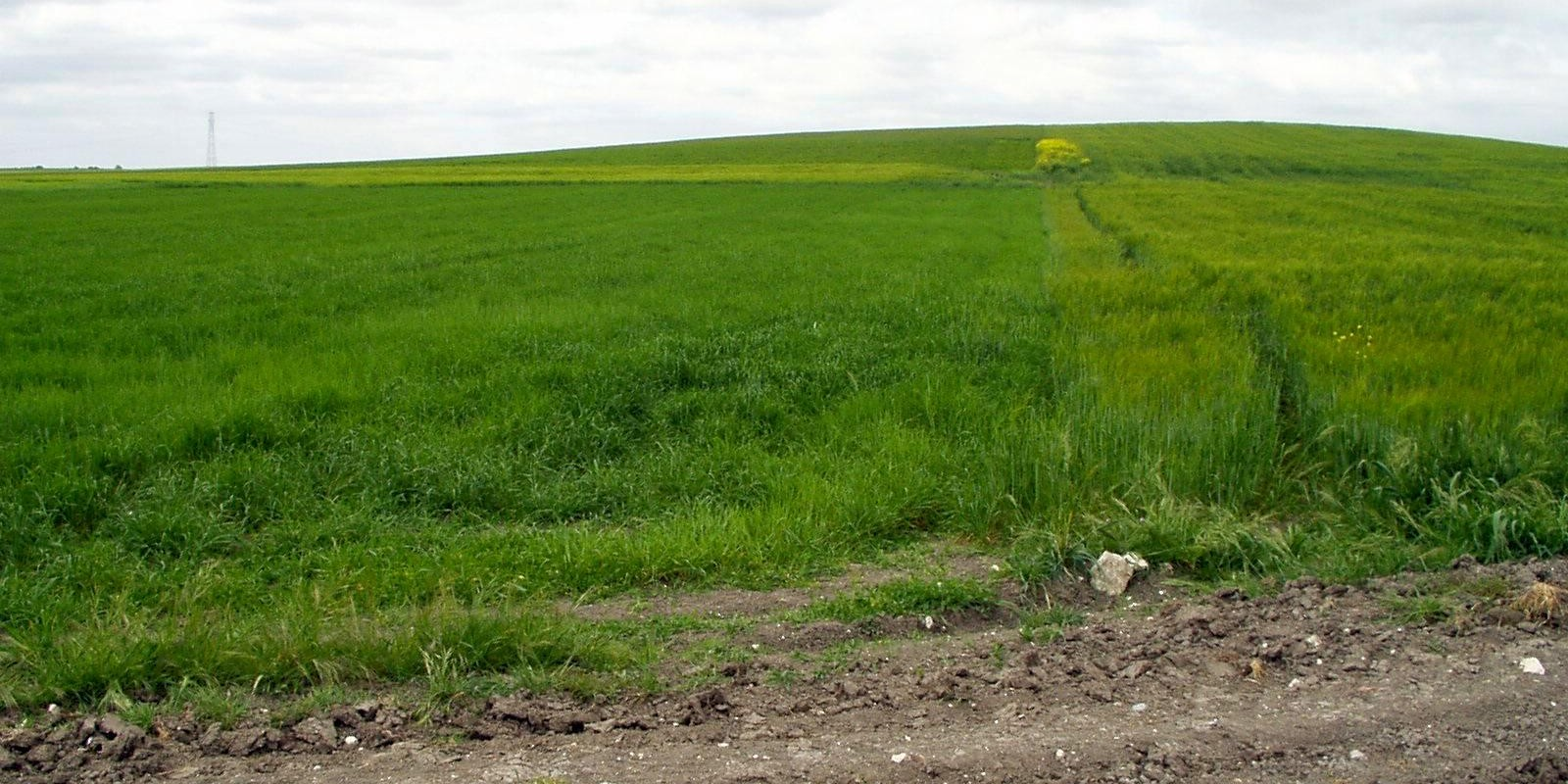
La Cotarra, Roturas
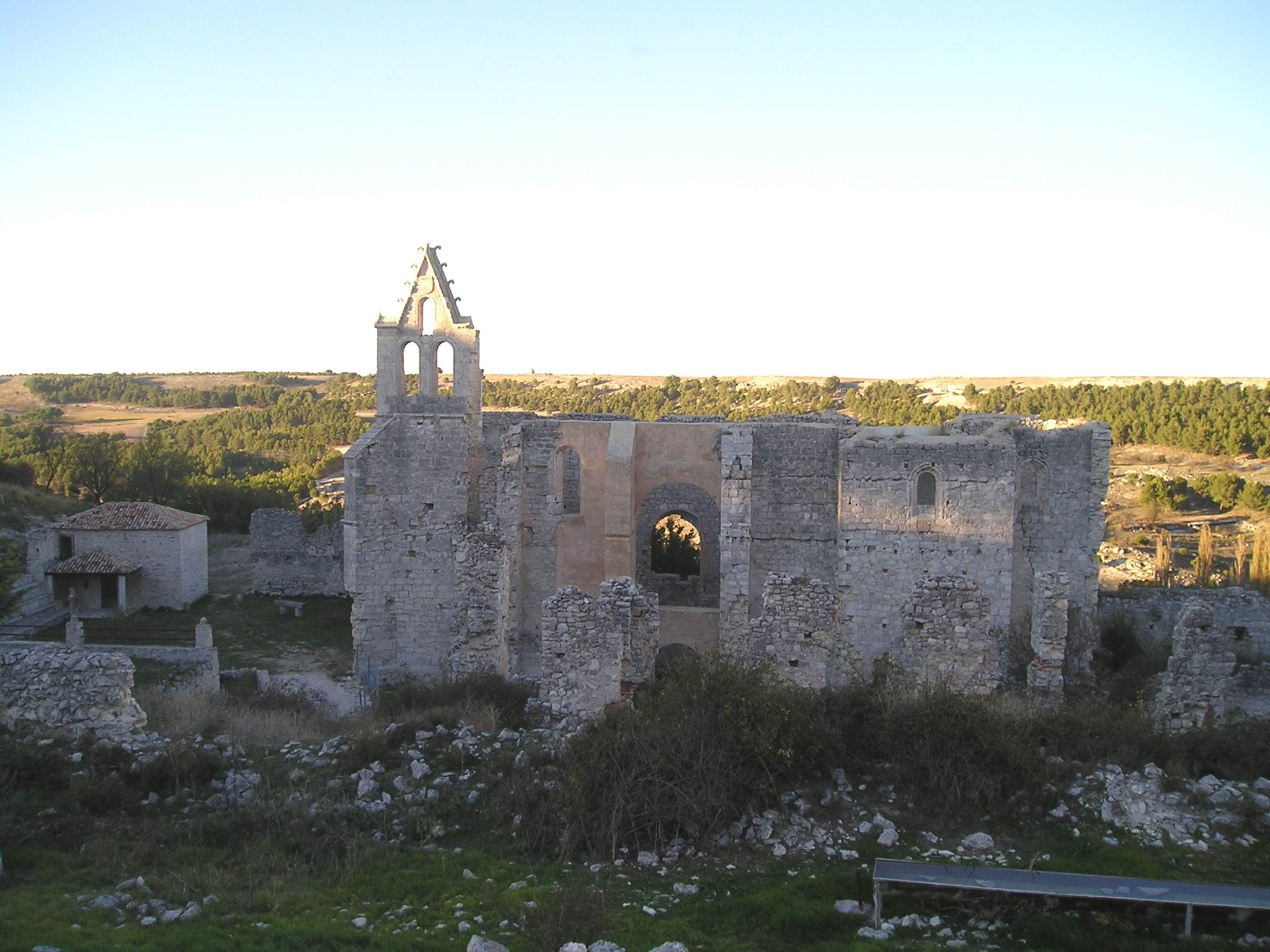
Monasterio de Santa María de la Armedilla en Cogeces del Monte